# کروسان
کروسان (به فرانسوی: Croissant) نوعی نان صبحانه است که در پاره ای موارد به شکل هلالی اما در اکثر موارد به شکل ساده (همانند نان‌های تست معمولی) و با آرد، خمیرمایه و کره تهیه می‌شود و خمیر آن با به‌کارگیری کره، به صورت خمیر هزارلا آماده می‌گردد. تفاوت اصلی این نان با نان‌های دیگر تخمیر سه مرحله ای خمیر آن است.
در ایران کروسان تحت عنوان یک شیرینی شناخته می‌شود در حالی که این نان به هیچ عنوان در دسته شیرینی‌ها طبقه‌بندی نشده و مطلقاً از انواع نان صبحانه است.
کروسان در قرن ۱۳ میلادی در کشور اتریش اما توسط آشپزِ فرانسویِ دربار ابداع و متداول شده و امروزه به عنوان نان رسمی صبحانه فرانسوی شناخته می‌شود و تقریباً در سراسر اروپا یکی از ارکان صبحانه اروپایی است.
کروسان را در کشورهای مختلف اروپا با نام‌های متفاوت می‌توان یافت. در اتریش به نام Kipfel و در کشورهای آلمانیش به نام Gipfeli عرضه می‌گردد.
انواع ساده و مغزدار آن تهیه می‌شود و از پنیر، گوشت، مغزهای گیاهی و خامه و کرم در ساخت آن بکار برده می‌شود. می‌توان آن را هسته اولیه خوراکی‌های آماده فعلی دانست به‌خصوص آنکه انواع خام و نپخته آن نیز به صورت یخزده عرضه می‌شود.

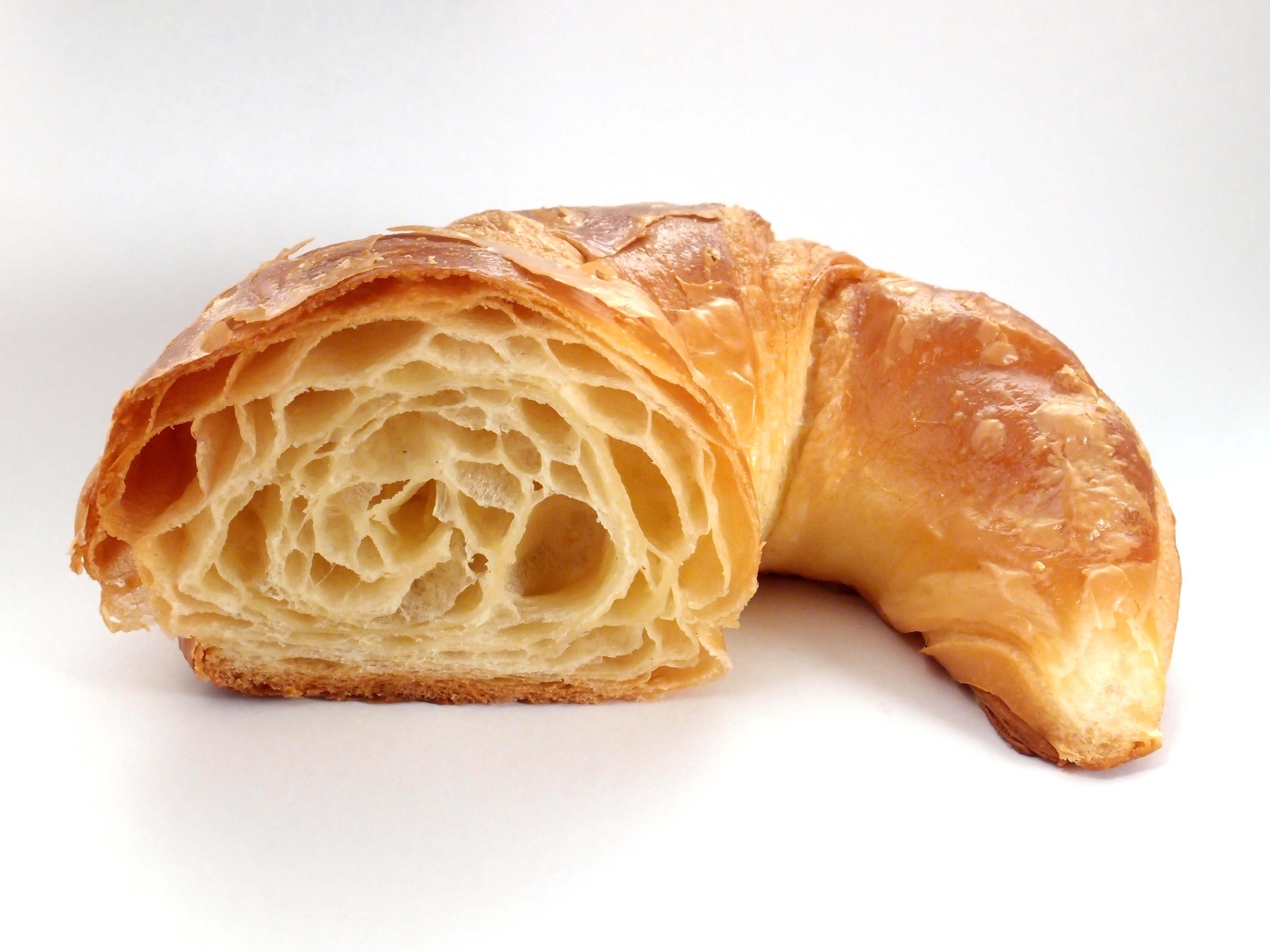
بافت داخل کروسان